# Strong City (Oklahoma)
Strong City é uma cidade  localizada no estado norte-americano de Oklahoma, no Condado de Roger Mills.

## Demografia
Segundo o censo norte-americano de 2000, a sua população era de 42 habitantes.
Em 2006, foi estimada uma população de 41, um decréscimo de 1 (-2.4%).

## Geografia
De acordo com o United States Census Bureau tem uma área de
1,3 km², dos quais 1,3 km² cobertos por terra e 0,0 km² cobertos por água. Strong City localiza-se a aproximadamente 574 m acima do nível do mar.

## Localidades na vizinhança
O diagrama seguinte representa as localidades num raio de 36 km ao redor de Strong City.